# Eliane Umuhire

Eliane Umuhire, 2021

Eliane Umuhire (* 1986 in Kigali) ist eine ruandische Schauspielerin.

## Biografie
Eliane Umuhire wuchs in Ruanda in einer Künstlerfamilie auf, deren Onkel Bildhauer und Maler waren, während ihr Großvater väterlicherseits Dichter war. Ihre Schauspielausbildung absolvierte sie an der Al Hamra Theater. Ihr Debüt gab sie 2012 in dem Kurzfilm Behind the World. Anschließend spielte sie 2015 in Things of the aimless wanderer. 2017 wurde Umuhire für den Film Ptaki śpiewają w Kigali gecastet.
Außerdem bekam sie 2021 in Neptune Frost eine Hauptrolle. Unter anderem war sie 2022 in Trees of Peace zu sehen. 2023 setzte Umuhire ihre Karriere in Augure fort.
Im Jahr 2024 wurde sie beim 77. Filmfestival von Cannes in die Preisjury der Nebensektion Semaine de la critique berufen.

## Filmografie (Auswahl)
Filme
- 2012: Behind the World
- 2015: Things of the aimless wanderer
- 2017: Ptaki śpiewają w Kigali
- 2021: Neptune Frost
- 2022: Trees of Peace
- 2023: Augure
- 2024: A Quiet Place: Tag Eins (A Quiet Place: Day One)
- 2024: Planet B (Planète B)